# Údolí sviní
Údolí sviní je album zpěváka Aleše Brichty. Jde o volné pokračování kontroverzní desky Deratizer z roku 2009. Albu předchází klip k baladické písni Lásky jedný plavovlásky. Na albu se nachází 10 nových písní, které pochází z dílny autorů Štěpán Smetáček, Lukáš Varaja, Zbyněk Haase a David Vaněk. Všechny texty napsal Aleš Brichta. Album se tematicky zabývá problematikou v Česku, například píseň I.N.R.I. se dotýká nedávno schválených církevních restitucí. Album se těsně po vydání stalo nejprodávanější deskou v ČR a bylo oceněno dvojplatinovou deskou, za 24 000 prodaných kusů.

## Album bylo nahráno ve složení
- Aleš Brichta – zpěv
- David Vaněk – kytary, sbory
- Zbyněk Haase – kytary, sbory
- Lukáš Varaja – baskytara
- Štěpán Smetáček – bicí

### Hosté
- Zdeněk Vlč – samply
- Ota Hereš – kytary

## Seznam skladeb
| Pořadí | Název                   | Autor                         | Délka |
| ------ | ----------------------- | ----------------------------- | ----- |
| 1.     | Pan K. Lousek           | Lukáš Varaja, Aleš Brichta    | 3:12  |
| 2.     | Jahodový pole           | Štěpán Smetáček, Aleš Brichta | 3:40  |
| 3.     | Lásky jedný plavovlásky | Zbyněk Haase, Aleš Brichta    | 4:20  |
| 4.     | I.N.R.I.                | David Vaněk, Aleš Brichta     | 5:07  |
| 5.     | Slzy mořských panen     | David Vaněk, Aleš Brichta     | 4:47  |
| 6.     | Hořím                   | Zbyněk Haase, Aleš Brichta    | 4:07  |
| 7.     | Jen počkej zajíci       | Ota Hereš, Aleš Brichta       | 3:25  |
| 8.     | Řekni mi pravdu         | David Vaněk, Aleš Brichta     | 4:26  |
| 9.     | Sny a přání             | David Vaněk, Aleš Brichta     | 4:10  |
| 10.    | Fénix                   | Zbyněk Haase, Aleš Brichta    | 3:33  |